# Elizabeth Jane Weston
Elizabeth Jane Weston, född 1582, död 23 november 1612, var en engelsk författare. Hon var från England men bosatt i Prag. Hon var publicerad poet under sin livstid och känd under sin samtid som lärd och språkkunnig. 